# ATP-synthase
ATP-synthase of ATP-synthetase is een enzymcomplex dat verantwoordelijk is voor de vorming van het energierijke molecuul adenosinetrifosfaat (ATP).  ATP is de drager van chemische energie en wordt gevormd door de binding van ADP aan anorganisch fosfaat (Pi). De energie die nodig is voor deze koppeling komt uit verbranding van organische verbindingen of uit fotosynthese. 
ATP-synthase is een groot membraaneiwit. Het is ingebed in de binnenmembranen van mitochondriën, waarin organische verbindingen worden gedissimileerd, en van chloroplasten, waarin lichtenergie wordt gevangen. Bij bacteriën en archaea bevindt ATP-synthase zich niet inwendig, maar in het plasmamembraan. De productie van ATP staat in het centrum van de stofwisseling en gebeurt in alle bekende organismen volgens dezelfde chemische principes.

## Functie
ATP-synthase functioneert op basis van de processen die zich afspelen in naastgelegen elektronentransportketens. Elektronen, afkomstig uit voedingsstoffen, die door deze transportketens heen bewegen zorgen dat er H+-ionen (protonen) over het membraan getransporteerd worden naar de intermembraanruimte. Dit voortdurende transport van protonen vormt een gradiënt, waarin de positief geladen H+-ionen neigen terug te diffunderen naar het negatief geladen compartiment. Alleen via ATP-synthase kan deze terugstroom plaatsvinden. 
De 'kop' van het enzymcomplex maakt tijdens elke passage van een proton één deelrotatie en daarmee wordt energie opgebouwd in het ATP-synthasecomplex. De basis van ATP-synthase bevat bindingsplaatsen voor ADP en voor een losse fosfaatgroep. De passage van drie protonen levert voldoende energie voor de aanmaak van één molecuul ATP uit ADP en de fosfaatgroep. Het ontstane ATP-molecuul kan nu in de cel dienst doen als energieleveraar voor diverse levensprocessen. Het algehele proces van ATP-productie door gebruikmaking van een protonengradiënt wordt de oxidatieve fosforylering genoemd.

### Mechanisme

Diagram van ATP-synthase. De kop van ATP-synthase (stator) wordt stilgehouden terwijl de protonstroom over het membraan de rotor aandrijft. De rotor bevat de katalytische centra die ATP produceren uit ADP en fosfaat.

ATP-synthase wordt vaak vergeleken met een moleculaire turbine. Het draaiende deel, de rotor, wordt gevormd door drie paren van een alfa- en een beta-subunit. Deze drie paren zitten als in een ring rond de as (gamma-subunit) van de machine. In elk van de drie paren hebben de twee malletjes een verschillende vorm en onderlinge positie (conformatie). In het eerste paar is de conformatie zodanig, dat de malletjes open staan voor de bouwstoffen (ADP en Pi). In het tweede paar malletjes worden de bouwstoffen bij elkaar gebracht en samengevoegd tot het product (ATP). Het derde paar van malletjes is in een gesloten conformatie.
Wanneer het rad en de daaraan gekoppelde as een 1/3 slag draait, verandert daardoor de conformatie van elk van de subunits in de ‘machine’. Het eerste paar gaat van de open conformatie naar de conformatie waarin de bouwstoffen worden samengevoegd. In dit eerste paar wordt nu dus ATP gevormd uit ADP en Pi. In het tweede paar is het product nu gevormd, dit paar gaat naar de gesloten conformatie. Het product wordt daarbij ‘uitgestoten’. Uit dit tweede paar komt het gevormde ATP vrij. Het derde paar gaat van de gesloten conformatie over in de open conformatie, hier komen de bouwstoffen ADP en Pi nu naar binnen. 
Als de as opnieuw een 1/3 slag draait, herhaalt dit proces zich. Uit het eerste paar subunits komt nu ATP vrij, dit paar gaat naar de gesloten conformatie. Het tweede paar subunits gaat open en ontvangt ADP en Pi. In het derde paar subunits wordt nu ATP gevormd uit ADP en Pi. Wanneer de as opnieuw een 1/3 slag draait, is er een cyclus voltooid. De as heeft dan een hele slag gedraaid, waarbij dan 3 moleculen ATP zijn gevormd. En zo blijft het proces zich herhalen.

### Bacteriën
Ook in de membranen van bacteriën komt ATP-synthase voor. Bacteriën vormen ATP op dezelfde wijze als eukaryoten. Net als bij veel andere enzymen is de reactie die ATP-synthase katalyseert omkeerbaar: het kan voorkomen dat een ATP-molecuul door ATP-synthase weer gesplitst wordt in ADP en Pi. Wanneer een bacterie grote hoeveelheden ATP heeft kan hij dit gebruiken om een protongradiënt aan te leggen. Het protongradiënt kan zo gebruikt worden om flagella te laten bewegen en het transport van voedingsstoffen de cel in mogelijk te maken.